# 花吹雪

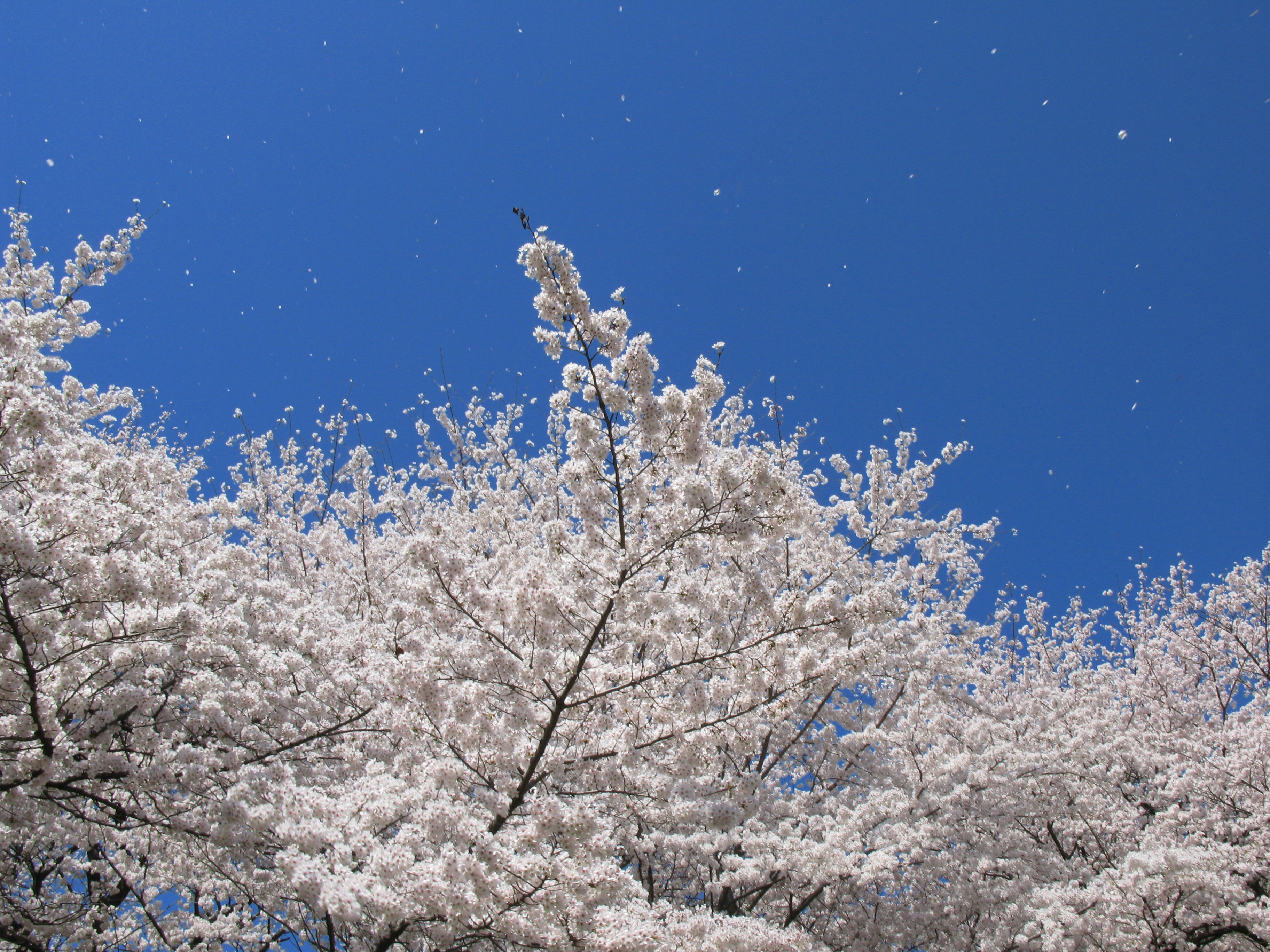
桜吹雪

花吹雪（はなふぶき）とは、花びらが、あたかも雪がふぶいているかのごとく舞い散るさまのことである。
日本では、古来「花」の一語が、特に俳句や和歌の世界においては「桜」を意味する例が見られ、とくに「花吹雪」といった場合には、満開の桜が吹雪のように散る様子を指す。
俳句の世界においては、桜が花吹雪の態で散る様子が、春の季節感（とくに春の終わりから初夏へ向かう時季）の特徴的なさまであるとして、花吹雪は春の季語とされている。